# Iván Jaime
Iván Jaime Pajuelo (Malaga, 26 settembre 2000) è un calciatore spagnolo, centrocampista del Porto.

## Caratteristiche tecniche
È un centrocampista difensivo.

## Carriera

### Club

#### Gli inizi, Malaga
Cresciuto nel settore giovanile del Malaga, ha esordito in prima squadra l'11 settembre 2018 in occasione dell'incontro di Coppa del Re perso 2-1 contro l'Almería.

#### Famalicão
Il 23 settembre 2020 è stato acquistato a titolo definitivo dal Famalicão.

#### Porto e prestito al Valencia
Il 31 agosto 2023 viene acquistato dal Porto, con cui sottoscrive un contratto di cinque anni fino al 30 giugno 2028. Il 3 febbraio 2025 passa in prestito al Valencia.

### Nazionale
Ha giocato nella nazionale spagnola Under-19.

## Statistiche
Statistiche aggiornate al 31 agosto 2023.

### Presenze e reti nei club
| Stagione         | Squadra          | Campionato       | Campionato | Campionato | Coppe nazionali | Coppe nazionali | Coppe nazionali | Coppe continentali | Coppe continentali | Coppe continentali | Altre coppe | Altre coppe | Altre coppe | Totale | Totale | Totale |
| Stagione         | Squadra          | Comp             | Pres       | Reti       | Comp            | Pres            | Reti            | Comp               | Pres               | Reti               | Comp        | Pres        | Reti        | Pres   | Reti   |        |
| ---------------- | ---------------- | ---------------- | ---------- | ---------- | --------------- | --------------- | --------------- | ------------------ | ------------------ | ------------------ | ----------- | ----------- | ----------- | ------ | ------ | ------ |
| 2018-2019        | Malaga B         | SDB              | 30         | 3          |                 | -               | -               |                    | -                  | -                  |             | -           | -           | 30     | 3      |        |
| 2019-2020        | Malaga B         | SDB              | 24         | 4          |                 | -               | -               |                    | -                  | -                  |             | -           | -           | 24     | 4      |        |
| Totale Malga B   | Totale Malga B   | Totale Malga B   | 54         | 7          |                 | -               | -               |                    | -                  | -                  |             | -           | -           | 54     | 7      |        |
| 2018-2019        | Malaga           | SD               | 0          | 0          | CR              | 1               | 0               |                    | -                  | -                  |             | -           | -           | 1      | 0      |        |
| 2019-2020        | Malaga           | SD               | 3          | 0          | CR              | 0               | 0               |                    | -                  | -                  |             | -           | -           | 3      | 0      |        |
| Totale Malaga    | Totale Malaga    | Totale Malaga    | 3          | 0          |                 | 1               | 0               |                    | -                  | -                  |             | -           | -           | 4      | 0      |        |
| 2020-2021        | Famalicão        | PL               | 22         | 4          | CP              | 2               | 0               |                    | -                  | -                  |             | -           | -           | 24     | 4      |        |
| 2021-2022        | Famalicão        | PL               | 18         | 1          | CP+CdL          | 3+4             | 1+0             |                    | -                  | -                  |             | -           | -           | 25     | 1      |        |
| 2022-2023        | Famalicão        | PL               | 24         | 9          | CP+CdL          | 5+4             | 2+0             |                    | -                  | -                  |             | -           | -           | 33     | 11     |        |
| lug.-ago. 2023   | Famalicão        | PL               | 0          | 0          | CP+CdL          | -               | -               |                    | -                  | -                  |             | -           | -           | 0      | 0      |        |
| Totale Famalicão | Totale Famalicão | Totale Famalicão | 64         | 14         |                 | 18              | 3               |                    | -                  | -                  |             | -           | -           | 82     | 17     |        |
| ago. 2023-2024   | Porto            | PL               | -          | -          | CP+CdL          | -               | -               | UCL                | -                  | -                  | SP          | -           | -           | -      | -      |        |
| Totale carriera  | Totale carriera  | Totale carriera  | 121        | 21         |                 | 19              | 3               |                    | -                  | -                  |             | -           | -           | 140    | 24     |        |

## Palmarès

### Club

#### Competizioni nazionali
- Coppa del Portogallo: 1

Porto: 2023-2024
- Supercoppa di Portogallo: 1

Porto: 2024